# Bivilliers
Bivilliers est une ancienne commune française, située dans le département de l'Orne en région Normandie, devenue le 1er janvier 2016 une commune déléguée au sein de la commune nouvelle de Tourouvre au Perche.
Elle est peuplée de 62 habitants.

## Géographie
La commune se situe dans la région naturelle du Perche et appartient au canton de Tourouvre dans l'arrondissement de Mortagne-au-Perche.

## Toponymie
Le nom de la localité est attesté sous les formes Biviler vers 1200, Bineviller en 1373.

## Histoire
Le 1er janvier 2016, Bivilliers intègre avec neuf autres communes la commune de Tourouvre-au-Perche créée sous le régime juridique des communes nouvelles instauré par la loi no 2010-1563 du 16 décembre 2010 de réforme des collectivités territoriales. Les communes de Autheuil, Bivilliers, Bresolettes, Bubertré, Champs, Lignerolles, La Poterie-au-Perche, Prépotin, Randonnai et Tourouvre deviennent des communes déléguées et Tourouvre est le chef-lieu de la commune nouvelle.

## Héraldique
| Armes de Bivilliers | Les armes de la commune se blasonnent ainsi : Écartelé : au 1) de sable à la couronne comtale d’or, au 2) d’or aux trois fasces de gueules, au 3) d’argent aux trois chevrons de gueules, au 4) de sable au lion d’or ; sur le tout d’argent à l’église de sable. |

## Politique et administration
| Période                                  | Période       | Identité          | Étiquette | Qualité          |
| ---------------------------------------- | ------------- | ----------------- | --------- | ---------------- |
| ?                                        | mars 2001     | Geneviève Habart  |           |                  |
| mars 2001                                | mars 2008     | Francis Émaury    |           |                  |
| mars 2008                                | décembre 2015 | Jean-Claude Leroy | SE        | Artisan retraité |
| Les données manquantes sont à compléter. |               |                   |           |                  |

## Démographie
En 2021, la commune comptait 62 habitants. Depuis 2004, les enquêtes de recensement dans les communes de moins de 10 000 habitants ont lieu tous les cinq ans (en 2007, 2012, 2017, etc. pour Bivilliers) et les chiffres de population municipale légale des autres années sont des estimations.
| 1793 | 1800 | 1806 | 1821 | 1836 | 1841 | 1846 | 1851 | 1856 |
| ---- | ---- | ---- | ---- | ---- | ---- | ---- | ---- | ---- |
| 241  | 122  | 234  | 238  | 219  | 192  | 214  | 192  | 184  |

| 1861 | 1866 | 1872 | 1876 | 1881 | 1886 | 1891 | 1896 | 1901 |
| ---- | ---- | ---- | ---- | ---- | ---- | ---- | ---- | ---- |
| 179  | 160  | 148  | 139  | 140  | 141  | 158  | 152  | 126  |

| 1906 | 1911 | 1921 | 1926 | 1931 | 1936 | 1946 | 1954 | 1962 |
| ---- | ---- | ---- | ---- | ---- | ---- | ---- | ---- | ---- |
| 120  | 123  | 117  | 112  | 124  | 114  | 104  | 128  | 118  |

| 1968 | 1975 | 1982 | 1990 | 1999 | 2007 | 2011 | 2016 | 2020 |
| ---- | ---- | ---- | ---- | ---- | ---- | ---- | ---- | ---- |
| 99   | 92   | 84   | 86   | 74   | 65   | 66   | 64   | 61   |

## Personnalités liées à la commune
- Eugène-Victorin Chichou (1828 à Bivilliers - 1904), botaniste
- Francis Blanche (1921-1974), auteur, chanteur, acteur et humoriste y possédait une maison entre 1960 et sa mort en 1974, où il a longtemps séjourné[7]